# Atrotitis
Atrotitis är ett släkte av skalbaggar. Atrotitis ingår i familjen vivlar.
Kladogram enligt Catalogue of Life:
| Atrotitis | \| \| Atrotitis albopicta \| \| \| \| |
|           | \| \| Atrotitis albopicta \| \| \| \| |
|           | Atrotitis albopicta                   |
|           |                                       |